# Irak na Plażowych Igrzyskach Azjatyckich 2012
Irak na III Plażowych Igrzyskach Azjatyckich w 2012 roku reprezentowało dziesięciu zawodników, wyłącznie mężczyzn. Był to drugi start reprezentacji Iraku na plażowych igrzyskach azjatyckich.

## Wyniki

### Piłka nożna plażowa
Irak wystawił swoją męską reprezentację w turnieju plażowej piłki nożnej. Rywalizując w grupie B drużyna przegrała oba mecze z Omanem i Syrią i nie wyszła z grupy. W klasyfikacji końcowej Irak został sklasyfikowany na miejscach 9-15.
Zawodnicy:
- Ali Mahdi Al Qaraghuli
- Hussein Al-Kaabi
- Ezzat Al-Lammi
- Karrar Al-Ogaili
- Raed Al-Rubaiawi
- Mushtaq Al-Sudani
- Ghassan Dhmaid
- Ahmed Oudah
- Sadeq Shhet
- Ali Ahmed Tawfeeq

| Konkurencja      | Faza eliminacyjna | Faza eliminacyjna | Ćwierćfinały | Półfinały | Finał / Mecz o brąz | Klas. końcowa |
| Konkurencja      | Mecz I            | Mecz II           | Ćwierćfinały | Półfinały | Finał / Mecz o brąz | Klas. końcowa |
| ---------------- | ----------------- | ----------------- | ------------ | --------- | ------------------- | ------------- |
| Turniej mężczyzn | Oman P 1-5        | Syria P 2-4       | NQ           | NQ        | NQ                  | 9-15          |